# Hong Kong en los Juegos Olímpicos de Pyeongchang 2018
Hong Kong estuvo representado en los Juegos Olímpicos de Pyeongchang 2018 por una deportista femenina que compitió en esquí alpino.
La portadora de la bandera en la ceremonia de apertura fue la esquiadora alpina Arabella Ng. El equipo olímpico hongkonés no obtuvo ninguna medalla en estos Juegos.